# Marie-Béatrice d'Este
 (mars 2020).
Si vous disposez d'ouvrages ou d'articles de référence ou si vous connaissez des sites web de qualité traitant du thème abordé ici, merci de compléter l'article en donnant les références utiles à sa vérifiabilité et en les liant à la section « Notes et références ».
Marie-Béatrice d'Este (née le 7 avril 1750 à Modène - morte le 14 novembre 1829 à Vienne, Autriche), est une princesse de Modène et duchesse de Massa et Carrare.

## Biographie

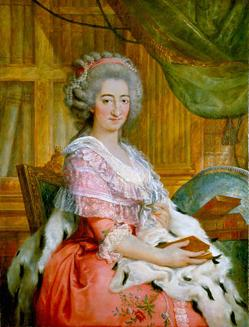
Marie-Béatrice d'Este.

Seule fille survivante d'Hercule III d'Este, duc de Modène et Reggio, et de son épouse Marie-Thérèse Cybo-Malaspina, duchesse souveraine de Massa et Carrare, elle est la dernière descendante des maisons d'Este, de Cybo-Malaspina et, par sa grand-mère maternelle Ricciarda (it), également de la maison de Gonzague de Novellara et Bagnolo. Petite-fille de la princesse Charlotte-Aglaé d'Orléans qui s'est retirée dans sa patrie, la jeune princesse est une proche parente de la maison de France par ses tantes paternelles Marie-Thérèse, duchesse de Penthièvre, et Marie-Fortunée, princesse de Conti. 
Comme dans le duché de Modène (mais pas dans celui de Massa) la loi salique interdisait la succession au trône de Marie-Béatrice, son grand-père François III tenta au moins d'empêcher que le duché ne soit purement et simplement réabsorbé par le Saint-Empire en tant que fief impérial, comme Ferrare, fief du pape, avait été réabsorbé par les États pontificaux deux siècles plus tôt. En 1753, il conclut donc un accord avec la maison d'Autriche, par lequel la petite Marie-Béatrice est promise à l'archiduc Pierre-Léopold, tandis que le duc de Modène, de son côté, désignait ce dernier comme successeur au moment de l'épuisement de la lignée masculine des Este, et assumait entre-temps la charge intérimaire de gouverneur de Milan à qui l'archiduc était destiné en tant que troisième héritier mâle du couple impérial. Puisqu'en 1761, en raison du décès de son frère aîné, Pierre-Léopold devint héritier du grand-duché de Toscane, l'accord fut mis à jour en 1763 en remplaçant son nom par celui de son frère cadet l'archiduc Ferdinand, quatre ans plus jeune que sa fiancée. En janvier 1771, la Diète perpétuelle d'Empire ratifia la future investiture de Ferdinand comme duc de Modène et de Reggio, et le 15 octobre le couple se maria à Milan, donnant naissance à la nouvelle maison de Habsbourg-Este. François III restitua alors à Ferdinand son poste de gouverneur de Milan, où la nouvelle famille s'installe et où naissent coup sur coup les dix enfants du couple, au grand bonheur des dernières années de l'impératrice Marie-Thérèse :
- Joseph-François (1772-1772).
- Marie-Thérèse (1773-1832), mariée en 1789 à Victor-Emmanuel de Savoie, duc d'Aoste (1759-1824) puis, succédant à son frère comme roi de Sardaigne.
- Joséphine (1775-1777).
- Marie-Léopoldine (1776-1848), mariée en 1795 à Charles-Théodore, électeur de Bavière et de Palatinat (1724-1799), puis remariée morganatiquement en 1804 au comte Louis-Joseph d'Arco-Zinneberg.
- François (1779-1846), duc de Modène et Reggio, duc de Massa et prince de Carrare, épouse en 1812 sa nièce Marie-Béatrice de Savoie (1792-1840).
- Ferdinand (1781-1850), gouverneur général de Galicie et de Transylvanie.
- Maximilien (1782-1863), prince de Modène, grand-maître de l'Ordre Teutonique.
- Marie-Antoinette (1784-1786).
- Charles-Ambroise (1785-1809), prince de Modène, archevêque de Gran, primat de Hongrie.
- Marie-Louise (1787-1816), mariée en 1808 à son cousin François Ier, empereur d'Autriche (1768-1835).

En 1790, à la mort de sa mère, Marie-Béatrice monte sur le trône du duché de Massa et Carrare, qu'elle administre sans jamais y résider. En 1796, la dynastie est chassée par les troupes françaises et se réfugie en Autriche. Le duc Hercule III meurt en 1803, suivi par l'archiduc Ferdinand en 1806. 
Après avoir été, de 1795 à 1799, la belle-mère de l'électeur de Bavière Charles-Théodore, et en l'étant encore du roi de Sardaigne, Victor-Emmanuel Ier, elle devient également en 1808 la belle-mère de l'empereur François Ier d'Autriche, lorsque celui-ci épouse sa cousine germaine, la plus jeune des archiduchesses de Habsbourg-Este, Marie-Louise. La jeune fille de l'empereur qui s'appelle aussi Marie-Louise, est éprise du frère de la nouvelle impératrice, François (futur François IV de Modène), fils aîné de Marie-Béatrice et prétendant au trône ducal de Modène, mais doit renoncer à épouser ce cousin en exil pour devenir impératrice des Français. En 1812, d'ailleurs, François épouse sa nièce, la princesse Marie-Béatrice de Sardaigne. Les méfaits de la consanguinité étant ignorés et les mariages princiers régis par les intérêts politiques, le pape accorde la dispense nécessaire à l'union. Cependant, la jeune mariée n'acceptera de consommer son mariage que cinq ans plus tard. 
La dynastie est rétablie en 1815 avec la restauration de Marie-Béatrice sur le trône ducal de Massa et Carrare : elle reçoit également les fiefs impériaux de Lunigiana, non rétablis par le Congrès de Vienne et transférés presque immédiatement par elle à son fils François IV, qui est à son tour installé sur le trône de Modène comme héritier de son père Ferdinand, lui-même successeur légal des Este lors de l'extinction de leur lignée masculine. 
L'archiduchesse Marie-Béatrice, que sa belle-mère, Marie-Thérèse d'Autriche, montrait en exemple à ses filles, s'éteint en 1829 après avoir gouverné avec zèle, bien qu'à distance, son petit duché toscan, qui sera bientôt intégré au duché de Modène par son fils et héritier.